# Arcologia

New Orleans Arcology Habitat (NOAH), projeto de Ahearn Schopfer e Associados para a cidade de Nova Orleães.

Arcologia refere-se a cidades fictícias com uma densidade demográfica extremamante grande. O termo foi cunhado pelo arquiteto Paolo Soleri, e é uma corruptela de "arquitetura" e "ecologia". A ideia de uma arcologia é abrigar, em um espaço relativamente compacto, todos os serviços oferecidos por uma pequena cidade. Enquanto algumas são construtos experimentais relativamente pequenos (como os de Arcosanti, construídos no estado do Arizona, Estados Unidos), o termo geralmente refere-se a construções titânicas e inexistentes até o momento. Os escritos de Soleri definem a arcologia como uma "hiperestrutura" auto-contida exercendo uma espécie de autarquia.
As arcologias são muito utilizadas na ficção científica, já que elas necessitam de alta tecnologia para seu funcionamento adequado. Na ficção científica, arcologia e hiperestruturas são geralmente apontadas como possíveis soluções para problemas de superpopulação e degradação ambiental, uma vez que são capazes de reduzir o impacto ecológico causado pelas cidades tradicionais ao concentar a população em uma área específica e reduzida, através de planejamento arquitetônico cuidadoso. O livro de Soleri, "The City in the Image of Man", argumenta que, com a tecnologia certa, virtualmente qualquer local pode ser modificado para abrigar uma população humana, seja o espaço, o fundo do mar, etc.
Segundo Soleri, a ideia por trás do desenvolvimento da arcologia é que o processo de urbanização está danificando excessivamente o espaço terrestre e que uma alternativa mais eficiente e ecologicamente correta mostra-se necessária. Para Soleri, a alternativa é projetar ambientes de maior densidade populacional, mas que funcionassem de modo a preservar a maior parte do terreno intacto para os ecossistemas nativos. No livro "The City in the Image of Man", Soleri descreve formas de compactar as cidades em estruturas tri-dimensionais de grande dimensão.
Embora isso tenha gerado muitos modelos de "cidades-domo" da ficção científica, o argumento de Soleri vai além da mera construção, sugerindo uma total modificação nas interações entre as pessoas que habitam uma arcologia, passando por novos meios de transporte, agricultura e comércio, de forma similar às ideias de Frank Lloyd Wright. Soleri ampliou os projetos de Wright ao tornar a funcionalidade da arcologia dependente de detalhes como transporte público, eliminação da propriedade privada, coletivismo e utilização intensa de recursos sociais como bibliotecas públicas. É importante frisar que algumas das concepções de Soleri distanciam-se dos conceitos acadêmicos, transitando por áreas da filosofia, sociologia e, frequentemente, pura ficção especulativa.
Métodos de construção para arcologias estão em teste em Arcosanti. O projeto de uma arcologia real está, até o momento, restrito a propostas não-oficiais e projetos ficcionais. Arcologias são populares nos jogos eletrônicos, que apresentaram algumas das mais lembradas representações dessas hiperestruturas. Exemplos incluem SimCity 2000, SimCity 2013, Escape Velocity Nova e Deux Ex: Invisible War.